# Veres Vilmos
Veres Vilmos (Alsószecse, 1906. – Újbars, 1975.) autodidakta paraszt író.

## Élete
Az 1930-as években tudósításokat, verseket írt a Prágai Magyar Hírlapba, a Magyar Vasárnapba és a lévai lapokba. Írásai nagyrészt csak dokumentumértékűek.
Mintegy 40 kéziratából népköltészeti gyűjtései s a szülőtáj történetével foglalkozó írásai érdemelnek figyelmet (Garamvölgyi népszokások, Újbars története, Parasztságunk élete, Lakodalmi népszokások).

## Művei
- 1934 Üzent a föld (versek, tsz. Agárdy Zsigmond, Csontos Vilmos, Sass János)
- A gyanu. Énekes népszínmű 3 felvonásban; zene Korentsy Sándor; szerzői, Léva, 1937
- Ötven év (önéletrajz, kézirat)

Hagyatékában számos kézzel írott könyv maradt. 